# Cajaruro (distrito)
Cajaruro é um distrito peruano localizado na Província de Utcubamba, departamento Amazonas. Sua capital é a cidade de Cajaruro.

## Transporte
O distrito de Cajaruro é servido pela seguinte rodovia:
- AM-102, que liga o distrito de Bagua Grande a cidade de Jamalca[2][3][4]